# Liste der reichsten Südkoreaner
Die reichsten Südkoreaner sind nach Angaben des US-amerikanischen Magazins Forbes (Stand Dezember 2024):
| Nummer | Name           | Nettovermögen (USD) | Alter | Herkunft des Vermögens  |
| ------ | -------------- | ------------------- | ----- | ----------------------- |
| 1      | Jay Y. Lee     | $8,5 Milliarden     | 56    | Samsung                 |
| 2      | Seo Jung-jin   | $7,2 Milliarden     | 67    | Celltrion               |
| 3      | Cho Jung-ho    | $7,1 Milliarden     | 66    | Meritz Financial Group  |
| 4      | Chung Mong-koo | $4,1 Milliarden     | 86    | Hyundai                 |
| 5      | Kim Beom-su    | $3,7 Milliarden     | 53    | Kakao (Unternehmen)     |
| 6      | Euisun Chung   | $3,4 Milliarden     | 54    | Hyundai                 |
| 7      | Hong Ra-hee    | $3,3 Milliarden     | 79    | Samsung                 |
| 8      | Kwon Hyuk-bin  | $3,2 Milliarden     | 50    | Smilegate               |
| 9      | Lee Boo-jin    | $2,3 Milliarden     | 54    | Samsung C&T Corporation |
| 10     | Park Soon-jae  | $2,3 Milliarden     | 69    | Alteogen                |
| 11     | Kwak Dong Shin | $2,1 Milliarden     | 51    | Samsung                 |
| 12     | Lee Seo-hyun   | $2,0 Milliarden     | 45    | Samsung C&T Corporation |
| 13     | Yoo Jung-hyun  | $2,0 Milliarden     | 55    | Nexon Corporation       |
| 14     | Kim Jun-ki     | $1,9 Milliarden     | 80    | Db Insurance            |
| 15     | Bang Si-hyuk   | $1,8 Milliarden     | 52    | Hybe Corporation        |
| 16     | Lee Dong-chae  | $1,7 Milliarden     | 65    | EcoPro                  |
| 17     | Koo Kwang-mo   | $1,6 Milliarden     | 46    | LG                      |
| 18     | Lee Su-jin     | $1,5 Milliarden     | 46    | Yanolja                 |
| 19     | Lee Ho-jin     | $1,4 Milliarden     | 62    | Taekwang Industrial     |
| 20     | Lee Hae-jin    | $1,4 Milliarden     | 57    | Naver                   |